# Chicago, Detroit, Redruth
Albums de Luke Vibert
Benefist Moog Acid
Chicago, Detroit, Redruth est un album de musique électronique de Luke Vibert, sorti en 2007 sur le label Planet Mu.

## Titres
| 1.    | Comfycozy                 | 5:34 |
| 2.    | Brain Rave                | 4:31 |
| 3.    | Radio Savalas             | 3:41 |
| 4.    | Breakbeat Metal Music     | 4:39 |
| 5.    | God                       | 3:45 |
| 6.    | Clikilik                  | 5:18 |
| 7.    | Argument Fly              | 7:53 |
| 8.    | Rotting Flesh Bags        | 4:58 |
| 9.    | Comphex                   | 5:29 |
| 10.   | Rapperdacid               | 3:41 |
| 11.   | Chicago, Detroit, Redruth | 5:33 |
| 12.   | Swet                      | 8:05 |
| 60:27 |                           |      |